# Amerant Bank Arena

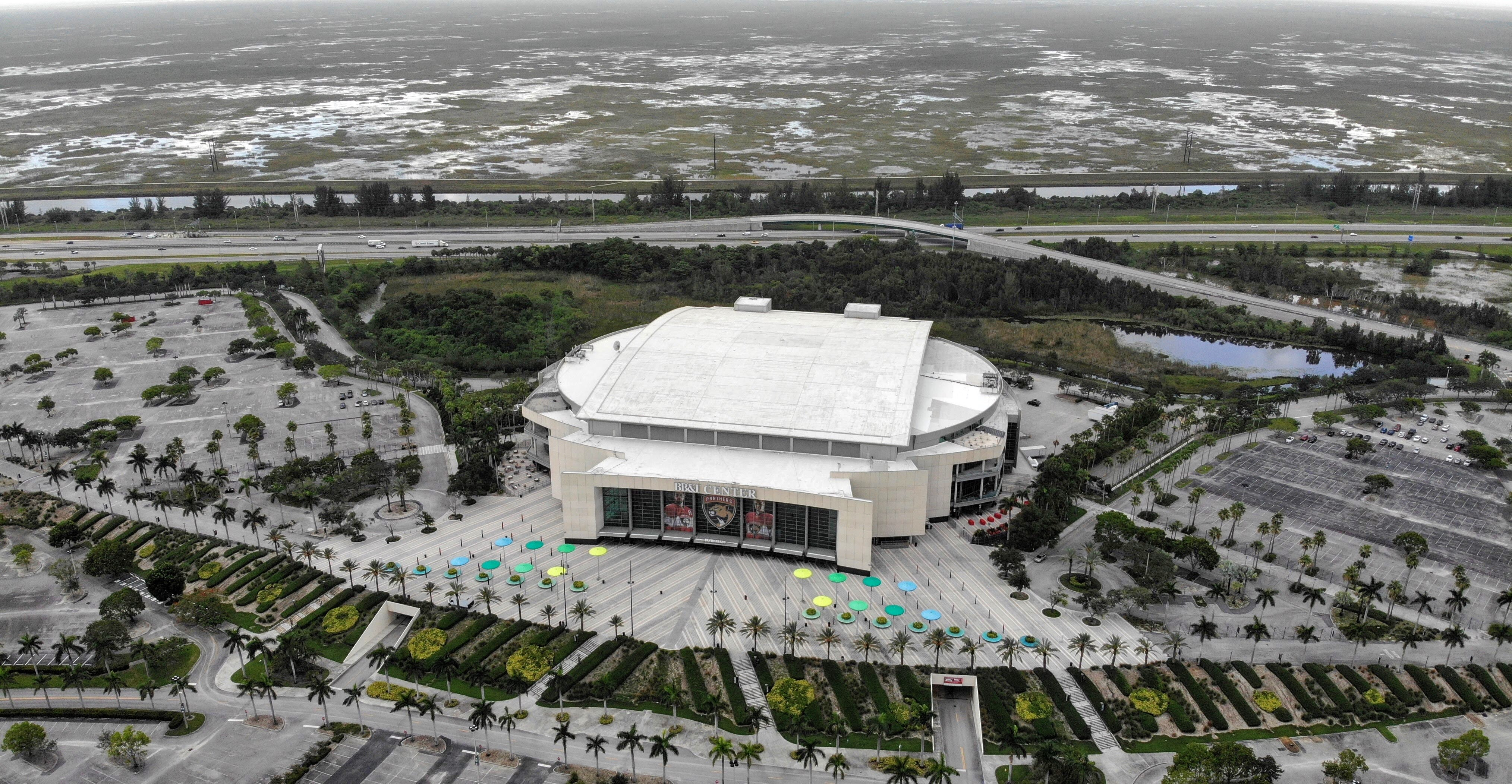
FLA Live Arena, 2018.

Amerant Bank Arena, tidigare National Car Rental Center, Office Depot Center, Bank Atlantic Center, BB&T Center och FLA Live Arena, är en evenemangsarena i Sunrise utanför Fort Lauderdale i Florida i USA.
Arenan är hemmaarena för Florida Panthers i National Hockey League.